# Пекло залежностей
Пекло залежностей (англ. Dependency hell) — розмовний термін для позначення проблеми, яку мають користувачі програмного забезпечення, котрі встановили пакунки ПЗ, які мають залежності від певних версій інших програмних пакунків.
Проблема з залежностями виникає для загальновживаних пакунків чи бібліотек, від яких залежить інше ПЗ у випадку, якщо різні програми залежать від різних версій бібліотек. Наприклад, при встановленні новіших версій бібліотек для коректної роботи одних пакунків, програмне забезпечення, якому необхідні старіші версії цих же бібліотек, може припинити працювати коректно.

## Дивись також
- PBI